# Viktoria von Ballasko

Viktoria von Ballasko (née le 24 janvier 1909 à Vienne et morte le 10 mai 1976 à Berlin-Ouest) fut une actrice et scénariste autrichienne.

## Biographie
Viktoria Maria Franziska Ballasko nait en Autriche en 1909. Elle est fille d'un officier.

### Carrière
Elle étudie l'art dramatique puis commence sa carrière en 1929 à Berne.
Elle se consacre au cinéma, où elle joue la majorité du temps une épouse soumise à son mari, à cause des idées de son époque.
Sa carrière décline à la fin de la Seconde Guerre mondiale à l'écran et se met au doublage. C'est le cas par exemple de Suspicion d'Alfred Hitchcock.

### Vie personnelle
Elle se marie avec Curt Behrendt en 1949.

## Filmographie
- 1935 : Little Sinner de Gus Meins
- 1936 : L'Empereur de Californie de Luis Trenker
- 1936 : Král kalifornie
- 1936 : Kinderarzt Dr. Engel de Johannes Riemann
- 1937 : Bal au Métropole de Frank Wisbar
- 1937 : La Citadelle de Varsovie de Fritz Peter Buch
- 1938 : The Marriage Swindler de Herbert Selpin
- 1939 : Die Geliebte de Slatan Dudow
- 1939 : La Lutte héroïque de Hans Steinhoff
- 1939 : Mann für mann de Robert A. Stemmle
- 1939 : La maschera dell'onestà de Erich Waschneck
- 1940 : Krambambuli de Karl Köstlin
- 1940 : Les Risque-tout de Alois Johannes Lippl (en)
- 1940 : Im schatten des berges de Alois Johannes Lippl
- 1940 : Herz geht vor Anker de Joe Stöckel
- 1941 : The Girl from Fano de Hans Schweikart
- 1941 : Heimaterde de Hans Deppe
- 1943 : The Master of the Estate de Hans Deppe
- 1943 : Die unheimliche Wandlung des Axel Roscher de Paul May
- 1943 : Gefährtin meines Sommers de Fritz Peter Buch
- 1945 : Life Goes On de Wolfgang Liebeneiner
- 1948 : Und wieder de Gustav von Wangenheim
- 1949 : Unser täglich Brot de Slatan Dudow
- 1950 : A Prussian Love Story de Paul Martin
- 1951 : the guilt of doctor homma de Paul Verhoeven
- 1953 : A musical war of love de Karl Hartl
- 1954 : Die Hexe de Gustav Ucicky
- 1956 : Les Demi-sel de Georg Tressler
- 1956 : Beichtgeheimnis de Viktor Tourjansky
- 1957 : Made in germany – ein leben für zeiss de Wolfgang Schleif